# Campeonato Sul-Americano de Rugby de 1951
O Campeonato Sul-Americano de Rugby de 1951 nasceu como o torneio dos Jogos Pan-Americanos de 1951 que foram a primeira edição deste evento multiesportivo, realizado na cidade de Buenos Aires, na Argentina.
Na primeira edição do torneio, participaram quatro seleções
Argentina, Uruguai, Chile e Brasil,
O sucesso foi da Argentina, que enrola o primeiro de uma longa série de vitórias (todas as edições, exceto a de 1981, que não participou).
Mais recentemente, a edição de 1951 foi oficialmente contada entre as edições do Campeonato Sul Americano de Rugby.

## Jogos
| 9 de Setembro de 1951 |        |         |              |
| Argentina             | 62 – 0 | Uruguai | Buenos Aires |
|                       |        |         | Buenos Aires |

| 9 de Setembro de 1951 |        |        |              |
| Chile                 | 68 – 0 | Brasil | Buenos Aires |
|                       |        |        | Buenos Aires |

| 13 de Setembro de 1951 |        |        |              |
| Argentina              | 72 – 0 | Brasil | Buenos Aires |
|                        |        |        | Buenos Aires |

| 13 de Setembro de 1951 |       |       |              |
| Uruguai                | 8 – 3 | Chile | Buenos Aires |
|                        |       |       | Buenos Aires |

| 16 de Setembro de 1951 |        |       |              |
| Argentina              | 13 – 3 | Chile | Buenos Aires |
|                        |        |       | Buenos Aires |

| 16 de Setembro de 1951 |         |        |              |
| Uruguai                | 17 – 10 | Brasil | Buenos Aires |
|                        |         |        | Buenos Aires |

### Classificação
| Seleção   | Vitórias | Empates | Derrotas | Pontos a favor | Pontos contra | Pontos +/- | Pontos |
| --------- | -------- | ------- | -------- | -------------- | ------------- | ---------- | ------ |
| Argentina | 3        | 0       | 0        | 147            | 3             | +144       | 6      |
| Uruguai   | 2        | 0       | 1        | 25             | 75            | -50        | 4      |
| Chile     | 1        | 0       | 2        | 74             | 21            | +53        | 2      |
| Brasil    | 0        | 0       | 3        | 10             | 157           | -147       | 0      |

Pontuação: Vitória = 2, Empate = 1, Derrota = 0 

## Campeão
| Campeonato Sul-Americano de Rugby 1951 |
| -------------------------------------- |
| ARGENTINA Campeã (1º título)           |